# اکاتسی

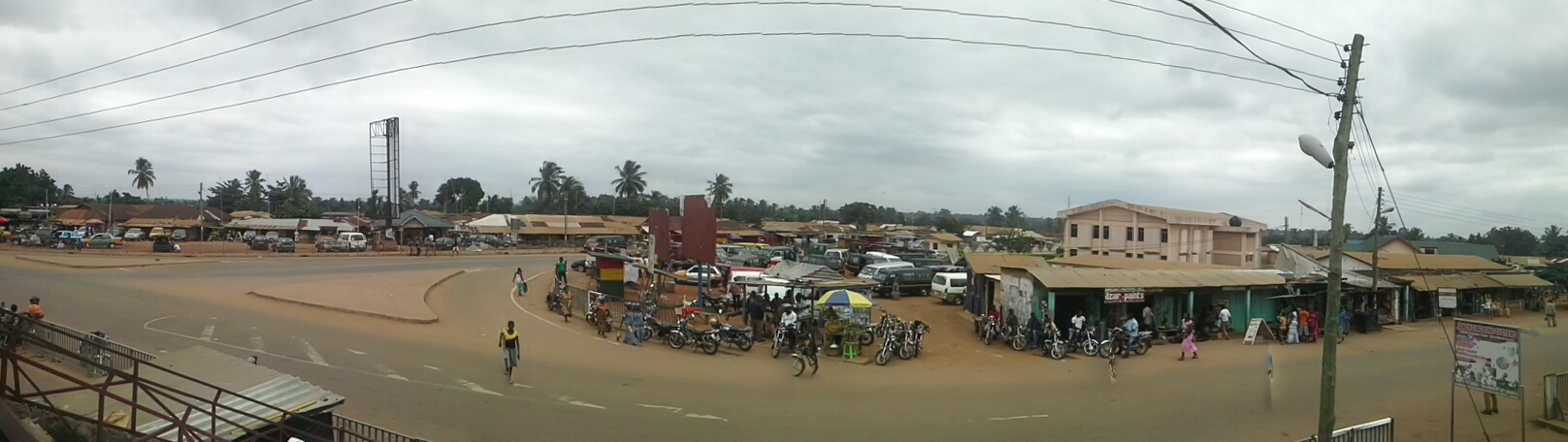
اکاتسی

اکاتسی (به لاتین: Akatsi) یک منطقهٔ مسکونی در غنا است که در منطقه ولتا واقع شده‌است.